# 龍華路駅
龍華路駅（りょうかろえき）は、中華人民共和国江蘇省南京市浦口区にある、南京地下鉄10号線の駅である。

## 駅名
駅名については、事業着手当初は南京地下鉄集団は「龍華路駅」の仮称を用いており、2012年7月に「龍華路駅」を駅名として第一次公示され、営業開始前に駅名が「龍華路駅」に決定したことが発表された。

## 歴史
- 2014年7月1日、10号線の駅として開業[2]。

## 隣の駅
南京地下鉄
■10号線
南京工業大学駅- 龍華路駅 - 文徳路駅